# Ministerio de Economía, Hacienda y Finanzas
El Ministerio de Economía, Hacienda y Finanzas de la Argentina fue un departamento de la Administración Pública Nacional de efímera existencia; funcionó entre el 1 de abril y el 23 de diciembre de 1981.

## Historia
La Ley N.º 22 450, sancionada y promulgada el 27 de marzo de 1981 (y publicada el 1 de abril) por el presidente (de facto) Videla, reorganizó el gabinete nacional. En dicha ley, se plasmó la creación del «Ministerio de Economía, Hacienda y Finanzas». El mismo se compuso por las Subsecretarías de Hacienda, de Finanzas e Inversiones Extranjeras, de Programación Económica; y Técnica y de Coordinación Administrativa.
Por la Ley N.º 22 450, sancionada y promulgada el 21 de diciembre de 1981 por el ministro Lacoste (y publicada el día 23), se derogó la N.º 22 450 y se restableció el Ministerio de Economía.